# Chloropteryx languescens
Chloropteryx languescens là một loài bướm đêm trong họ Geometridae.